# Microstoma floccosum
Microstoma floccosum — вид аскомікотових грибів родини саркосцифові (Sarcoscyphaceae). Має характерні лійкоподібні плодові тіла яскравого червоного кольору.  Росте у США та Азії.

## Поширення та екологія
Гриб виявлений в США, Японії, Китаї, Індії. Росте розкидано або скупчено на деревині, яка зазвичай частково закопана в землю. Віддає перевагу дубу та карії.

## Опис
Діаметр чашоподібних або воронкоподібних плодових тіл становить 0,5-0,8 см в діаметрі; в молодому віці краї чашечки загнуті всередину. І внутрішня, і зовнішня поверхні чаші яскраво-червоні. Зовнішня поверхня вкрита жорсткими білими волосками. Волоски довжиною до 1 мм і більше, напівпрозорі, товстостінні, жорсткі і більш-менш мечоподібні з простими, різко зменшеними основами. Вони з'єднані з плодовим тілом у місці з'єднання внутрішніх тканинних шарів, які називаються медулярним і ектальним ексципулумами. При контакті волосків з лужним 2 % розчином гідроксиду калію товсті стінки основи волосини спочатку розбухають у розмірах, а потім розчиняються, вивільняючи вміст внутрішнього просвіту. Стебло має циліндричну форму, довжину від 1 до 5 сантиметрів (0,4-2,0 дюйма) і товщину 1-2 мм.
Спори 20–30 на 14–16 мкм; аски (спороносні клітини) мають розміри 300—350 на 18-20 мкм. Парафізи (стерильні, вертикальні, базально прикріплені нитки в гіменії, що ростуть між асками) тонкі, злегка потовщені на кінчику і містять багато червоних гранул.